# Andréas Becker
Pour les articles homonymes, voir Andreas Becker (homonymie) et Becker.
Œuvres principales
L’Effrayable (2012); Ulla ou l’Effacement (2019);  Le Pont des Possibles (2025)
Andréas Becker est écrivain. De langue maternelle allemande, il écrit exclusivement en français, choix dont il s'est régulièrement expliqué.

## Biographie
Après des études de philosophie en Allemagne, Becker arrive à Lyon en 1991, où il découvre la langue française. Il se consacre entièrement à l'écriture depuis 2015.
En 2012, est publié L'Effrayable. Le roman est salué par la critique, de L'Humanité ("Un premier roman qui tranche sur le commun du genre. … C’est peut-être lui, la vraie révélation de la rentrée." Jean-Claude Lebrun), à Valeurs Actuelles ( «Entre les incantations du Céline de la trilogie allemande, l’inventivité d’un Arno Schmidt et les violences de l’expressionisme, ce diamant noir « effrayable » étincelle parmi la grisaille de la rentrée romanesque.» Bruno de Cessole)
Comme L'Effrayable, Nébuleuses, en 2013 et Les Invécus, en 2016, aux éditions de La Différence, sont caractérisés par une intense inventivité linguistique.
Gueules, publié en 2015 aux Éditions d'en bas à Lausanne, concrétise un travail d'écriture effectué à partir d'une collection privée de photographies de la première guerre mondiale, confiée par la créatrice Françoise Hoffmann, représentant un grand nombre de "gueules cassées" allemandes.
Il est vice-président du PEN Club français chargé du Comité des Écrivains en Danger de 2018 à 2020. 
L'actrice et réalisatrice Brigitte Mougin a adapté Nébuleuses au théâtre en 2015. 
En 2022, Andréas Becker, en collaboration avec Emmanuel Bigot, sort son premier album intitulé « Mégapole des Vermines » sous le label Atypeek Music. Cet album fait écho à son roman « Alcool mon amour », publié en 2021 par les Éditions d'en bas.

## Adaptations
- Nébuleuses, théâtre, avec Brigitte Mougin, Paris, 2015
- Bleu Pâlebourg[7], film, adaptation de Ulla ou l'effacement, par Jean-Denis Bonan, Paris, 2019
- Gueules, théâtre, avec Yann Karaquillo et Denis Lavant, 2020

## Traductions
- L'Orrendevola, traduction italienne du premier chapitre de L'Effrayable, par Lou Lepori (Locarno, Il Verziere, 2024).